# Музон (Арденни)
Музо́н (фр. Mouzon) — муніципалітет у Франції, у регіоні Гранд-Ест, департамент Арденни. Населення — 2234 особи (01.01.2021).
Муніципалітет розташований на відстані близько 220 км на північний схід від Парижа, 90 км на північний схід від Шалон-ан-Шампань, 32 км на південний схід від Шарлевіль-Мезьєра.

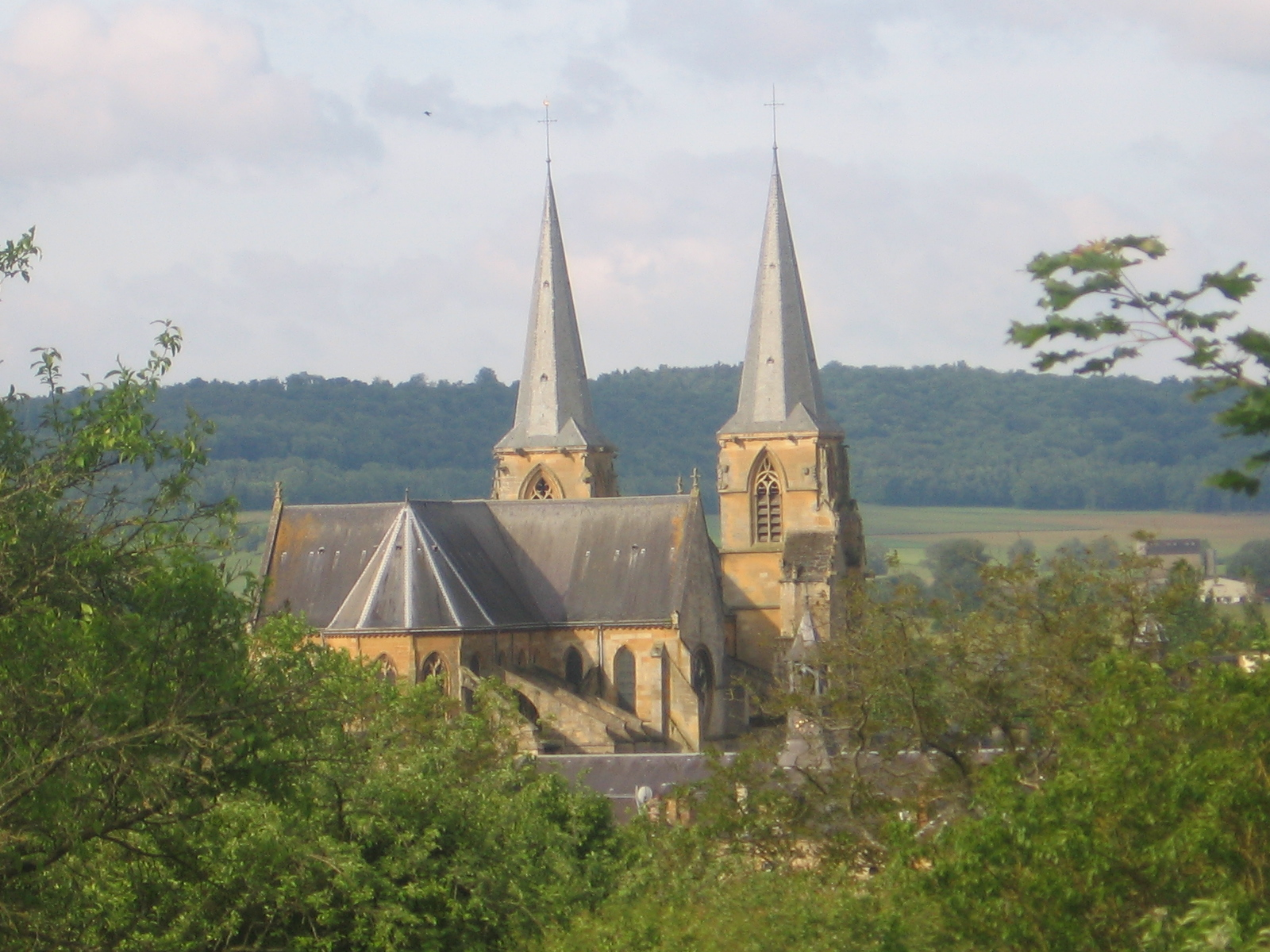

## Історія
До 2015 року муніципалітет перебував у складі регіону Шампань-Арденни. Від 1 січня 2016 року належить до нового об'єднаного регіону Гранд-Ест.
1 січня 2016 року до Музон приєднали колишній муніципалітет Амблімон.

## Демографія
Динаміка населення (Ehess і INSEE ):
Розподіл населення за віком та статтю (2006):
| Стать | Всього | До 15 років | 15-24 | 25-44 | 45-64 | 65-85 | Понад 85 |
| --- | ------ | ----------- | ----- | ----- | ----- | ----- | -------- |
| Чоловіки | 1247   | 221         | 196   | 277   | 314   | 227   | 12       |
| Жінки | 1297   | 187         | 124   | 281   | 358   | 307   | 40       |
| \| Статево-вікова піраміда \| Статево-вікова піраміда \| Статево-вікова піраміда \| \| ----------------------- \| ----------------------- \| ----------------------- \| \| Чоловіки \| Вік \| Жінки \| \| 12 \| 85 + \| 40 \| \| 37 \| 80-84 \| 62 \| \| 69 \| 75-79 \| 82 \| \| 49 \| 70-74 \| 98 \| \| 72 \| 65-69 \| 65 \| \| 81 \| 60-64 \| 81 \| \| 72 \| 55-59 \| 94 \| \| 91 \| 50-54 \| 101 \| \| 70 \| 45-49 \| 82 \| \| 104 \| 40-44 \| 70 \| \| 46 \| 35-39 \| 77 \| \| 55 \| 30-34 \| 82 \| \| 72 \| 25-29 \| 52 \| \| 97 \| 20-24 \| 51 \| \| 99 \| 15-20 \| 73 \| \| 88 \| 10-14 \| 82 \| \| 64 \| 5-9 \| 45 \| \| 69 \| 0-4 \| 60 \| |        |             |       |       |       |       |          |
| Статево-вікова піраміда |        |             |       |       |       |       |          |
| Чоловіки | Вік    | Жінки       |       |       |       |       |          |
| 12 | 85 +   | 40          |       |       |       |       |          |
| 37 | 80-84  | 62          |       |       |       |       |          |
| 69 | 75-79  | 82          |       |       |       |       |          |
| 49 | 70-74  | 98          |       |       |       |       |          |
| 72 | 65-69  | 65          |       |       |       |       |          |
| 81 | 60-64  | 81          |       |       |       |       |          |
| 72 | 55-59  | 94          |       |       |       |       |          |
| 91 | 50-54  | 101         |       |       |       |       |          |
| 70 | 45-49  | 82          |       |       |       |       |          |
| 104 | 40-44  | 70          |       |       |       |       |          |
| 46 | 35-39  | 77          |       |       |       |       |          |
| 55 | 30-34  | 82          |       |       |       |       |          |
| 72 | 25-29  | 52          |       |       |       |       |          |
| 97 | 20-24  | 51          |       |       |       |       |          |
| 99 | 15-20  | 73          |       |       |       |       |          |
| 88 | 10-14  | 82          |       |       |       |       |          |
| 64 | 5-9    | 45          |       |       |       |       |          |
| 69 | 0-4    | 60          |       |       |       |       |          |

## Економіка
2010 року серед 1393 осіб працездатного віку (15—64 років) 967 були активними, 426 — неактивними (показник активності 69,4%, у 1999 році було 64,9%). З 967 активних мешканців працювали 784 особи (432 чоловіки та 352 жінки), безробітними було 183 (97 чоловіків та 86 жінок). Серед 426 неактивних 104 особи були учнями чи студентами, 131 — пенсіонерами, 191 була неактивною з інших причин.

У 2010 році у муніципалітеті числилось 1046 оподаткованих домогосподарств, у яких проживали 2331,5 особи, медіана доходів виносила 16 265 євро на одного особоспоживача.